# Csingtaói kikötő
A Csingtaó kikötő (kínai írással: 青岛港) jelenleg a világ negyedik legnagyobb forgalmú kikötője. A kikötő Kínában található Csingtao közelében.
Csingtaó kikötője négy területből áll, amelyeket méretük miatt gyakran maguk is kikötőként emlegetnek: Dagang kikötői terület, Qianwan kikötői terület, Huangdong olajkikötői terület (olajszállító tartályhajók számára) és Dongjiakou (kínaiul: 董家口) kikötői terület, ez utóbbi Qingdao városától 40 kilométerre délre található.
A különböző területeken található Qingdao Qianwan konténerterminállal és a Qingdao Cosport nemzetközi konténerterminállal együtt Qingdao egy nagy vasérckezelő terminállal is rendelkezik.